# Christoph Dietrich von Keller
Christoph Dietrich von Keller (né le 25 novembre 1699, mort le 21 avril 1766) est un diplomate, juriste et homme politique du duché de Wurtemberg et du duché de Saxe-Gotha-Altenbourg.

## Biographie
Ses origines familiales sont liées à la famille souabe Keller (de), dont certains membres s'étaient déjà distingués en tant que fonctionnaires administratifs compétents au Moyen Âge. En tant que septième enfant du conseil de guerre ducal Friedrich Heinrich Keller, il a grandi à Tübingen et a eu 16 frères et sœurs. Après avoir fréquenté l'école et étudié le droit, il rejoint le service diplomatique du duché de Wurtemberg. Là, il est devenu le secrétaire secret, conseiller du gouvernement et conseiller secret du duc Charles II de Wurtemberg.
Il achète en 1735 un domaine à Stedten au sud d'Erfurt en Thuringe, et y a fait construire le château de Stedten. Il y meurt en 1766. Son fils, Christoph von Keller, hérite de la propriété.